# Рошко Клавдія
Рошко Клавдія (нар. 30 серпня 1924 р. у м. Харкові)  – українська поетеса. 

## З біографії
Навчання в електротехнічному інституті перервала Друга світова війна. 
У 1943 р. залишила Харків, жила в Галичині, Словаччині, Німеччині. 
У 1949 р. емігрувала до Австралії, поселилася в Аделаїді, працювала бухгалтером. Була диктором українського радіо, друкувалася в діаспорних виданнях, в журналах, газетах та альманахах.
Поезії Р. уміщені в зб. Р.Г.Моррісона  Australia's Ukrainian Poets (М., 1973); 
Два вірші Клавдії Рошко поклали на музику Григорій Китастий та О.Тарнавська.

## Твори
- Рошко К. Вірші // З-під евкаліптів. Поезії. – Мельбурн: Просвіта, 1976. – С. 103-107.